# Borys Malkin

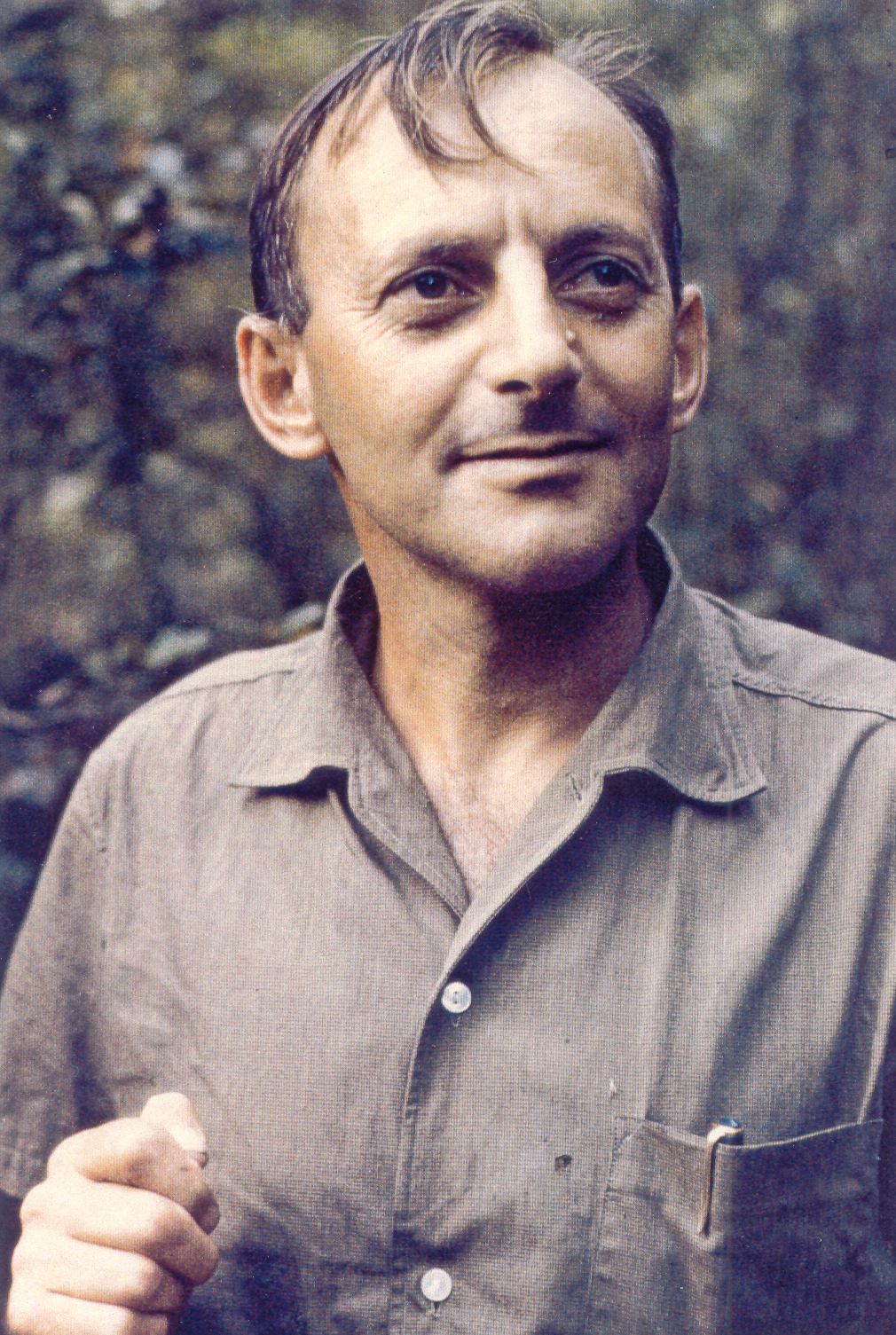
Borys Malkin, um 1975

Borys Malkin (* 20. November 1917 in Wizebsk; † 12. August 2009 in Warschau) war ein polnischer Anthropologe, Entomologe und Herpetologe.

## Leben
Malkin lebte in Warschau und übersiedelte dann jedoch in die USA. Hier genoss er eine Ausbildung und beschäftigte sich dabei mit der Entomologie, der Herpetologie, der Archäologie und der Ethnographie. Er drehte Filme über Indianerkulturen und beobachtete 50 Indianergruppen in Südamerika. Er legte ethnografische Sammlungen über Indianer im Amazonasgebiet und im Gran Chaco an. Malkin erwarb für amerikanische und europäische Museen Exponate.
Während des Zweiten Weltkriegs diente er zunächst bei der US Air Force und war dann Freiwilliger in der US-Army. Er war im Gebiet des Pazifischen Ozeans eingesetzt und diente anderthalb Jahre auf Neuguinea im Gebiet des heutigen Irian Jaya. Weitere Einsatzorte waren Australien und die Philippinen. Bei seinen Aufenthalten vergrößerte er seine Sammlung von Spinnen und Insekten, die er dem Smithsonian Institute in Washington, D.C. und dem Amerikanischen Naturkundemuseum in New York zur Verfügung stellte.
Nach Kriegsende studierte er an der Universität London Afrikastudien. Es folgte ein anderthalbjähriger Aufenthalt in Afrika, der vom Naturkundemuseum San Francisco finanziert wurde. Die Reise führt ihn nach Libyen, Tunesien, Algerien und Nigeria.
Im Jahr 1972 verzog er in die Schweiz. Bei einem Besuch in Polen lernte er seine Frau kennen und übersiedelte dann wieder nach Warschau. In den 1990er Jahren reiste er noch nach Südamerika.
Malkin veröffentlichte eine große Zahl wissenschaftlicher Arbeiten. Darüber hinaus war er Autor von Filmen die das Leben der in Kolumbien beheimateten Indianerstämme Cofan und Waumeo behandeln. Insgesamt schuf er 22 ethnografische Filme. Er hinterließ 40.000 Dias und Schwarzweiß-Fotografien und erstellte Fotos von 15.000 ethnographischen Objekten, die die handwerklichen Arbeiten von 40 in Südamerika beheimateten Indianergruppen dokumentieren. Darüber hinaus sammelte er auch 1.500 Objekte der präkolumbianischen Kunst. In 40 Museen Europas und Nord- und Südamerikas befinden sich von ihm gesammelte Exponate.